# Schepsdorf
Schepsdorf ist ein Ort im Landkreis Emsland in Niedersachsen. Er gehört politisch zur Stadt Lingen (Ems). Zum ehemaligen Kirchdorf Schepsdorf gehörten die Orte und Bauerschaften Darme, Rheitlage, Lohne mit Nordlohne und der Gutsbezirk Herzford. Alle sechs bildeten zusammen auf einer Grundfläche von 9454 ha die Kirchen- und Schulgemeinde Schepsdorf. Die politische Gemeinde Schepsdorf-Lohne bestand hingegen nur aus Lohne (mit Nordlohne) und Schepsdorf.
Heute sind Darme, Herzford und Rheitlage ebenfalls Ortsteile der Stadt Lingen, während Nordlohne und Lohne seit der Gebietsreform zur Gemeinde Wietmarschen im Landkreis Grafschaft Bentheim gehören.

## Geschichte
Der Name Schepsdorf (alt: Scepesdorpe) soll Schiffsdorf bedeuten. Dementsprechend zeigt das Kirchensiegel von Schepsdorf auch ein Schiff. Der Ort verdankt danach seine Entstehung und Bedeutung der Emsfähre, die an dieser Stelle Norddeutschland mit den Niederlanden verband. Die Bedeutung der Fährverbindung für Pilger und Kaufleute ist unstrittig.
Nachdem Wildeshausen bei Oldenburg im Jahr 851 Reliquien des Märtyrers Alexander von Rom erhalten hatte, stieg der Ort zu einer vielbesuchten Pilgerstätte auf. Besonders viele Wallfahrer kamen aus der heute niederländischen Twente. Diese stauten sich oft vor der Emsfähre als einziger Überquerungsmöglichkeit. Daher wurde an dieser Stelle eine Kapelle gebaut, teils um die Frömmigkeit der Pilger zu mehren, möglicherweise aber auch, um an dem Geschäft mit den Pilgern teilzuhaben. Die St.-Alexander-Kirche in Schepsdorf war anfänglich eine Filiale von Emsbüren. Schepsdorf wurde nach dem Werdener Heberegister zum Bursibant gerechnet.
Rheitlage (auch Reitlage) wird 1273 erstmals im Urbar des Klosters Werden  als Retlage (dtsch. Riedfläche, Schilffläche) erwähnt. Die Lage am linken Emsufer erklärt den Ursprung des Namens. Es soll sich ursprünglich um einen Herrensitz gehandelt haben.
Herzford (alt: Hriasforda, Herzevorth) soll für Hirschfurt stehen. 1337 erbaute Bischof Ludwig von Münster an diesem Ort die Burg tor Slips bi Herzevorth, um seine emsländischen Besitzungen vor den Tecklenburgern und den mit ihnen verbündeten Bentheimern zu schützen.

## Entwicklung der Ortschaft
| Einwohnerzahl | 1880  | 1900  | 1925  | 1933  | 1939  | 1950  | 1961 | 1970  | 2008  | 2009  | 2015  |
| ------------- | ----- | ----- | ----- | ----- | ----- | ----- | ---- | ----- | ----- | ----- | ----- |
| Schepsdorf    | 1.069 | 1.264 | 1.730 | 2.022 | 2.131 | 2.820 | 922  | 1.194 | 1.974 | 1.953 | 1.913 |

Bis 1950 sind unter „Schepsdorf“ die Einwohnerzahlen der Gemeinde Schepsdorf-Lohne angegeben. Die Daten ab 2008 beinhalten auch die Einwohner mit Nebenwohnsitz und weichen daher von den Daten des Statistischen Landesamts ab.

## Politik
Der Ortsrat, der Schepsdorf vertritt, setzt sich aus elf Mitgliedern zusammen. Die Ratsmitglieder werden durch eine Kommunalwahl für jeweils fünf Jahre gewählt. Die aktuelle Amtszeit begann am 1. November 2021 und endet am 31. Oktober 2026.
Bei der Kommunalwahl 2021 ergab sich folgende Sitzverteilung:
| Ortsrat 2021Insgesamt 11 Sitze - SPD: 2 - BN: 1 - FDP: 1 - CDU: 7 |